# Lika Bibileishvili

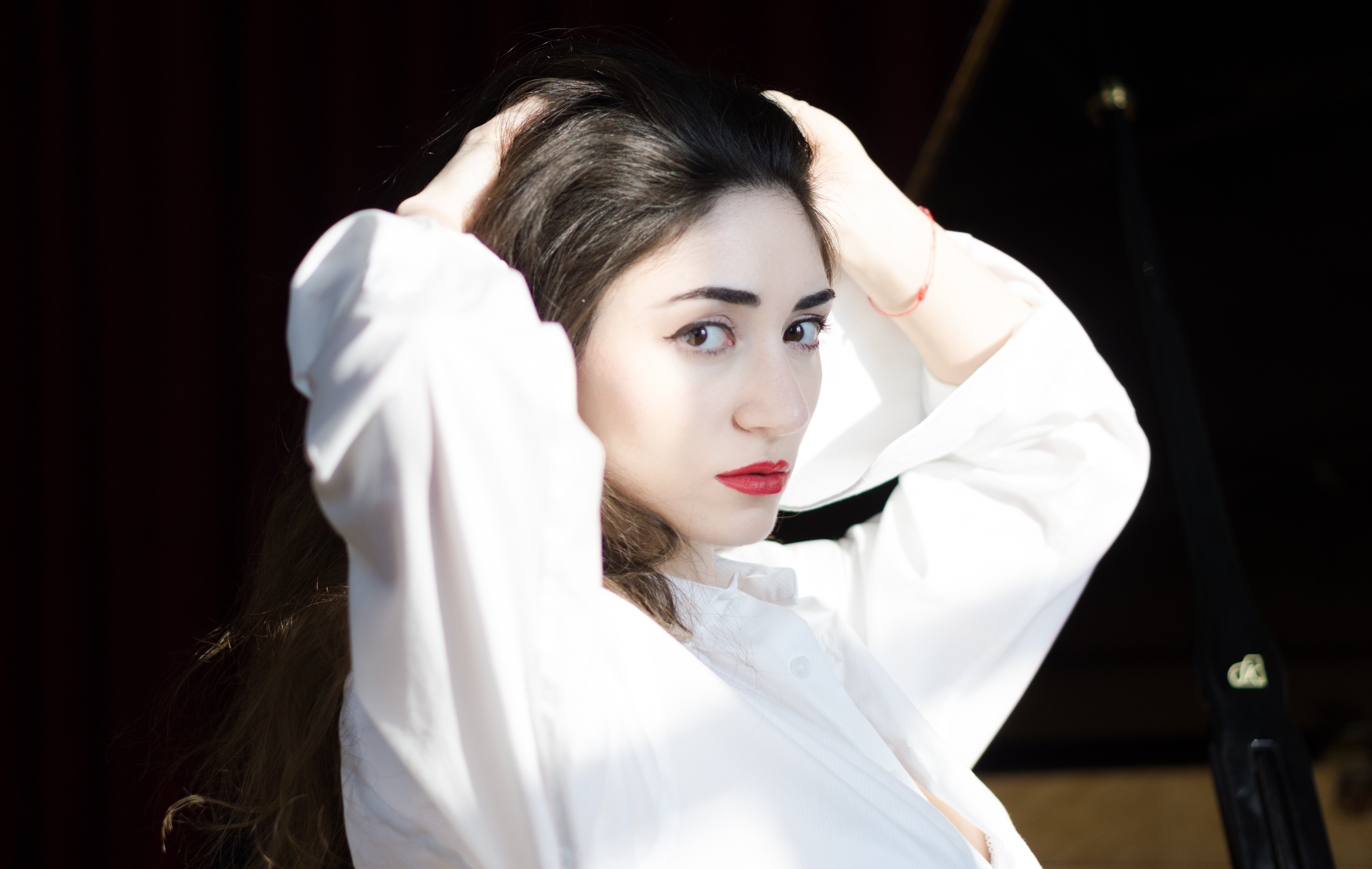
Lika Bibileishvili

Lika Bibileishvili (georgisch ლიკა ბიბილეიშვლი, Lika Bibileischwili; * 21. September 1988 in Batumi, Georgien) ist eine georgische Pianistin, die in Deutschland lebt.

## Leben
Mit vier Jahren bekam sie ihren ersten Unterricht am Klavier. Mit zwölf Jahren spielte sie Konzerte wie Rachmaninows 1. Klavierkonzert und mit vierzehn Jahren das 2. Klavierkonzert von Camille Saint-Saëns. Während ihrer Studienzeit in Georgien gab Lika Bibileishvili Konzerte mit dem symphonischen Orchester Adscharien.
2008 zog sie nach München und setzte ihr Studium an der Musikhochschule bei Franz Massinger, Volker Banfield und Antti Siirala fort. Lika Bibileishvilli besuchte Meisterkurse und Meisterklassen bei Elisso Wirssaladse, Ruvim Ostrovsky, Naum Shtarkman und Dmitri Bashkirov.
2018 erschien ihre Debüt-CD beim Label FARAO-Classics mit Werken von Prokofjew, Bartok, Ravel und Sibelius.